# Martin Schneider (Fußballspieler, 1970)
Martin Schneider (* 23. April 1970) ist ein ehemaliger österreichischer Fußballspieler und nunmehriger -trainer.

## Karriere

### Als Spieler
Schneider spielte zwischen 1986 und 1988 für den SCR Altach in der Regionalliga West. Zur Saison 1989/90 wechselte er zum SC Göfis. Zur Saison 1990/91 schloss er sich dem viertklassigen FC Rot-Weiß Rankweil an. Im Jänner 1994 wechselte er zum Regionalligisten Schwarz-Weiß Bregenz, für den er bis Saisonende fünfmal spielte. Zur Saison 1994/95 kehrte er wieder nach Rankweil zurück.
Zur Saison 1995/96 wechselte Schneider zum Zweitligisten SC Austria Lustenau. Dort gab er im August 1995 gegen den FC Linz sein Debüt in der 2. Division. Für Lustenau absolvierte er insgesamt 25 Zweitligapartien, in denen er sechsmal traf. Zur Saison 1996/97 kehrte er innerhalb der Liga zu SW Bregenz zurück, das mittlerweile ebenfalls in die zweithöchste Spielklasse aufgestiegen war. Für die Bregenzer kam er bis zur Winterpause zu elf Einsätzen. Im Jänner 1997 wechselte er dann zum Regionalligisten FC Hard, für den er zwölfmal in der Westliga spielte.
Zur Saison 1997/98 wechselte Schneider nach Liechtenstein zum FC Vaduz, mit dem er den LFV-Cup gewann. Zur Saison 1998/99 kehrte er wieder nach Österreich zurück und schloss sich dem Regionalligisten FC Lustenau 07 an. Mit den Lustenauern stieg er 2001 in die zweite Liga auf, in der er in der Saison 2001/02 bis zur Winterpause zu weiteren sechs Einsätzen kam. Im Jänner 2002 wechselte er dann wieder eine Liga tiefer zum FC Blau-Weiß Feldkirch. Nach 89 Regionalligaeinsätzen für Feldkirch ließ er seine Karriere ab der Saison 2005/06 als Spielertrainer beim SK Brederis ausklingen.

### Als Trainer
Nach seinem ersten Engagement als Trainer in Brederis übernahm Schneider im April 2007 den Regionalligisten VfB Hohenems. Mit Hohenems stieg er aber zu Saisonende in die Vorarlbergliga ab. In der Saison 2007/08 wurde Hohenems dann unter seiner Führung direkt Meister in der vierthöchsten Spielklasse und stieg damit wieder in die Westliga auf. In der Saison 2008/09 belegte das Team zu Saisonende den zehnten Rang. Zur Saison 2009/10 wechselte er zum Ligakonkurrenten SC Bregenz. Die erste Spielzeit beendete Bregenz als Siebter. Im Oktober 2010 trat er als Trainer zurück.
Zur Saison 2011/12 wurde Schneider Trainer des Schweizer Drittligisten FC Gossau. Im März 2012 trennte sich Gossau von Schneider, die Schweizer lagen zu jenem Zeitpunkt auf dem letzten Tabellenrang. Zur Saison 2012/13 wurde er dann Co-Trainer von Eric Orie beim Zweitligisten FC Vaduz. Gemeinsam mit Orie wurde er im November 2012 entlassen.
Zur Saison 2013/14 kehrte er dann wieder nach Österreich zurück und übernahm den viertklassigen FC Rot-Weiß Rankweil. Nach knapp zwei Jahren trennte sich Rankweil im Mai 2015 von ihm. Zur Saison 2015/16 wurde er dann Trainer der U-16-Mannschaft in der Vorarlberger Akademie. Diese führte er dann in den Saisonen 2016/17 und 2017/18 auch als U-18 weiter. In der Saison 2018/19 übernahm er dann mit der U-15 einen neuen Jahrgang. Im Mai 2019 kehrte er wieder in den Erwachsenenbereich zurück und wurde Trainer des fünftklassigen FC Hard, mit dem er durch eine Ligareform zu Saisonende als Fünfter in die Vorarlbergliga aufstieg. Im August 2020 trat er von seinem Posten zurück.
Zur Saison 2021/22 wurde er dann Co-Trainer von Markus Mader beim Zweitligisten SC Austria Lustenau. Lustenau stieg zu Saisonende in die Bundesliga auf. Gemeinsam mit Mader wurde er im November 2023 entlassen, Lustenau lag zu jenem Zeitpunkt abgeschlagen am Tabellenende. Im Jänner 2024 folgte er dann Mader als Co-Trainer zum Zweitligisten Schwarz-Weiß Bregenz. Bereits im April 2024 trat Mader wieder von seinem Posten zurück, woraufhin Schneider interimsweise Cheftrainer wurde. Nach drei Spielen im Amt (eines davon war er gesperrt) wurde Schneider im selben Monat von Regi Van Acker abgelöst, blieb aber Bregenz als Co-Trainer erhalten.